# Overton (Nevada)
Overton è un comune non incorporato situato della contea di Clark, nel Nevada. La città si trova all'estremità nord del lago Mead. La città è sede dell'aeroporto di Perkins Field e dell'Aeroporto di Echo Bay.

## Geografia fisica
Overton si trova all'interno del CDP di Moapa Valley secondo il Census Bureau. Overton si trova nella Moapa Valley, a 65 miglia (105 km) a nord-est di Las Vegas. La città presenta uno splendido paesaggio di mese, colline e il vicino lago Mead. È anche l'insediamento più vicino al Valley of Fire State Park.

## Storia
Overton fu originariamente colonizzata nel 1869 con Helaman Pratt che fungeva da presidente del ramo. Un ramo regolare della Chiesa di Gesù Cristo dei santi degli ultimi giorni fu organizzata lì nel 1883. Negli anni 1880, Overton era il luogo in cui si trovava l'unico negozio nella parte bassa della Moapa Valley e attirava gente dalle località vicine che arrivarono a Overton per comprare provviste. Negli anni 1930, la città di St. Thomas fu sommersa dall'acqua mentre il lago Mead veniva riempito e la maggior parte della sua popolazione si trasferì a Overton. Successivamente, Overton si sviluppò come nucleo principale della comunità degli affari nella parte bassa della Moapa Valley. Ha anche ospitato la maggior parte degli eventi sociali della zona.